# Mandoca
La mandoca es un plato típico del estado Zulia, Venezuela. Es una rosca frita en forma de gota, elaborada con una mezcla de harina de maíz, papelón, plátano maduro y queso de año rallado. Se come frecuentemente caliente, con queso rallado, mantequilla o margarina. Forma parte frecuente de las cenas y los desayunos de los venezolanos acompañada con café con leche. En la región central de Venezuela se le añade semillas de anís a la masa.